# AD Ferroviaria
Az AD Ferroviaria, teljes nevén Agrupación Deportiva Ferroviaria egykori spanyol labdarúgóklubot  1918-ban alapították és 2007-ben szűnt meg.

## Szezonok
| Szezon      | Osztály    | Poz.         | Copa del Rey |
| ----------- | ---------- | ------------ | ------------ |
| 1932/33     | 3ª         | 4.           |              |
| 1933/34     | 3ª         | 1.           |              |
| 1939/40     | 2ª         | 2.           |              |
| 1940/41     | 3ª         | 2.           |              |
| 1941/42     | 2ª         | 7.           |              |
| 1942/43     | 2ª         | 7.           |              |
| 1943/44     | 3ª         | 8.           |              |
| 1944/45     | 3ª         | 7.           |              |
| 1945/46     | 3ª         | 5.           |              |
| 1946/47     | 3ª         | 4.           |              |
| 1947/48     | 3ª         | 13.          |              |
| 1948-49-től | Regionális | —            |              |
| 2006-07-ig  | Regionális | —            |              |
| 2005/06     | 2ª Afic.   | 5.           |              |
| 2006/07     | 2ª Afic.   | 6.           |              |
| 2007/08     | 2ª Afic.   | Visszalépett |              |

## Ismertebb játékosok
- Tomás Castro
- Joaquín Peiró